# 임지수
임지수(1998년 6월 15일 ~ )는 대한민국의 가수이다. 2021년 싱글 [Monologue]로 데뷔했다.

## 방송
- 슈퍼스타K 2016 (2016) - Top40
- 보컬플레이 시즌2 (2019) - 우승
- 내일은 국민가수 (2021) - Top25(15위)
- 국가가 부른다 (2022) - 27화
- 싱어게인3 (2023) - Top10

## 음반
- 예수 이름 높이세 (SCMP) (2019)
- 보컬플레이 : 캠퍼스 뮤직 올림피아드 [학교 대표 연합전] PART 2 (2019)
- 보컬플레이 : 캠퍼스 뮤직 올림피아드 [SEMI FINAL] (2019)
- 보컬플레이 : 캠퍼스 뮤직 올림피아드 [WINNER] (2019)
- 유별나! 문셰프 OST Part.11 (2020)
- 유별나! 문셰프 OST (2020)
- 편의점 샛별이 OST Part.7 (2020)
- 편의점 샛별이 OST Special (2020)
- Monologue (2021)
- UP&DOWN (2021)
- Love Cycle (2022)
- 너도 너를 (Until You) (2024)

## 공연
- 노들섬 2주년 기획공연 'The Wonder Weeks - ＃2nd week : 매일 상상했던 오늘' (2021)